# Rabotnik Bitola
FK Rabotnik (maced. ФК Работник) – północnomacedoński klub piłkarski, mający siedzibę w mieście Bitola na południu kraju. Obecnie występuje w Treta makedonska fudbałska liga.

## Historia
Chronologia nazw:
- 1945: Rabotnik Bitola (mac. ФД „Работник” Битола)
- 1946: Rabotnik Bitola – po fuzji z Pelister Bitola (mac. ФД „Работник” Битола)
- 195?: Rabotnik Bitola – po rozpadzie fuzji (mac. ФК „Работник” Битола)

Klub piłkarski FD Rabotnik został założony w miejscowości Bitola w 1945 roku.
W 1946 roku klub połączył się z FK Pelister. Zespół grał w niższych ligach jugosłowiańskich i zdobył mistrzostwo ligi macedońskiej w 1950 i 1951. Potem po rozpadzie fuzji z Pelisterem kontynuował występy w opsztińskiej lidze macedońskiej.
Po uzyskaniu niepodległości przez Macedonię Północną w 1992 klub grał w lidze regionalnej aż do roku 2011, kiedy to drużyna awansowała do trzeciej ligi. W styczniu 2012 roku klub zawarł umowę o współpracy z FK Pelister, a kilku graczy zostało wypożyczonych między klubami. Po zakończeniu sezonu 2013/14 klub po zajęciu przedostatniego 15.miejsca spadł do opsztińskiej ligi.

## Sukcesy
- Liga macedońska
  - Mistrz: 1949/50, 1950/51